# 1999 XH133
1999 XH133  är en trojansk asteroid i Jupiters lagrangepunkt L4. Den upptäcktes 12 december 1999 av LINEAR i Socorro County, New Mexico.
Asteroiden har en diameter på ungefär 8 kilometer.